# Овчага
 Тази статия е за съвременното село.  За средновековната българка със същото име вижте Аспарухово (Област Варна).  
Овчага е село в Североизточна България. То се намира в община Провадия, Варненска област. Днешното село Овчага е образувано от обединяването на селата Водици и Овчага, като се приема името на по-голямото село. По-старите наименования на двете села са били Аязма и Мурад софу (Мурацово). Името Аязма (недалеч от селото има извори (аязмо,лечебни води), откъдето може би идва името му, а местността и днес се нарича „Изворите“) се споменава преди Руско-турската война. Стефан Боранов от с. Кривня, известен като Боран Стефан, е бил нападнат от турци от село Аязма през 1869 г. Краеведът Димо Михайлов счита, че названието Мурад Софу (Аскетът Мурад) е дошло от пребиваването на султан Мурад I (1359-1389) в района.
Край селото има тракийски могили и антични селища.

## История
Има легенда, която е разказвана от старите хора в Овчага, че селото е било изцяло турско и първият българин, който се заселва в селото, е било едно момче. Това момче идвало от Тракия и е бягало от наставлението на турците срещу руснаците в Кримската война. Момчето стигнало селото болно, гладно и жадно и припаднало. Там местните турци го прибират. След няколко месеца, когато момчето се съвзело и оздравяло напълно, турците го вземат и го завеждат да си избере жена. Според легендите, момчето си е мислело, че ще го оженят за туркиня. Когато го завеждат в другото село, те му дават избор от няколко българки, за която да се ожени. Така се появява първото българско семейство според разказите на старите хора на Овчага. Тази легенда може и да е вярна, защото голяма част от българите в Овчага са близки или далечни роднини.

## Население
Численост на населението според преброяванията през годините:
| \| Година на преброяване \| Численост \| \| --------------------- \| --------- \| \| 1934 \| 974 \| \| 1946 \| 1003 \| \| 1956 \| 827 \| \| 1965 \| 645 \| \| 1975 \| 560 \| \| 1985 \| 383 \| \| 1992 \| 305 \| \| 2001 \| 249 \| \| 2011 \| 166 \| \| 2021 \| 107 \| |           |
| Година на преброяване | Численост |
| 1934 | 974       |
| 1946 | 1003      |
| 1956 | 827       |
| 1965 | 645       |
| 1975 | 560       |
| 1985 | 383       |
| 1992 | 305       |
| 2001 | 249       |
| 2011 | 166       |
| 2021 | 107       |

### Етнически състав

#### Преброяване на населението през 2011 г.
Численост и дял на етническите групи според преброяването на населението през 2011 г.:
|                     | Численост | Дял (в %) |
| Общо                | 166       | 100.00    |
| Българи             | 25        | 15.06     |
| Турци               | 6         | 3.61      |
| Цигани              | –         | –         |
| Други               | –         | –         |
| Не се самоопределят | –         | –         |
| Неотговорили        | 135       | 81.32     |